# Charles-Henri Baker
Pour les articles homonymes, voir Baker.
Charles-Henri Jean-Marie Baker, né le 3 juin 1955 à Port-au-Prince, est un industriel et un homme politique haïtien, plusieurs fois candidat à l'élection présidentielle. C'est un ancien membre du Groupe des 184.
Baker a été candidat à la présidence de la République aux élections de 2006, 2010 et 2015.

## Famille
Baker est né à Port-au-Prince. Son père Édouard Baker était un mulâtre qui était un éminent ingénieur, agronome, joueur de football bien connu et fils d'un missionnaire épiscopalien anglais, qui a épousé une femme afro-haïtienne. Sa mère, Louise Barranco, était une femme d'affaires d'une famille d'élite mulâtre qui était la fondatrice de la première chaîne de supermarchés en Haïti et dont le père était commerçant. Baker a deux frères et trois sœurs.
Après avoir terminé ses études élémentaires en Haïti, il s'est rendu aux États-Unis. En 1972, il est diplômé de Redondo Union High School à Redondo Beach, en Californie. Il a ensuite fréquenté l'Université Saint Leo en Floride, où il a obtenu un baccalauréat en arts en administration des affaires en 1976.
En 1975, il a épousé Marie Florence Apaid, sœur d'André Apaid. Il a quatre enfants et onze petits-enfants.

## Carrière professionnelle
Baker a commencé sa carrière en tant que directeur à l'âge de 21 ans dans sa chaîne de supermarchés familiale. Lorsque son père est tombé malade, il a repris la ferme familiale qui cultivait la canne à sucre, la banane et le tabac. Finalement, le terrain s'est agrandi ce qui en a fait la plus grande ferme de tabacs séchés à l'air chaud en Haïti. Parallèlement, de 1982 à 1985, il a travaillé avec les producteurs de tabac d'Haïti par le biais de la société "Comme il faut", où il a occupé le poste d'assistant du directeur de la culture des feuilles.
À la fin des années 80, Baker a acheté une usine de confection, Pantalon Boucanier SA. Cette usine, qui est surveillée par Betterworks, une filiale de l'OIT, adhère à des normes internationales strictes. Il emploie des centaines d'haïtiens qui reçoivent le salaire minimum requis par la loi haïtienne.
Il a mis en place un programme d'incitation qui permet aux travailleurs de gagner 50 % de plus que le salaire minimum tout en bénéficiant des 25 % d'avantages requis par la loi haïtienne. Baker vend les vêtements produits dans ces usines à de grandes sociétés telles que Walmart et K-

## Parcours politique
En 2000, il rejoint l'Association des Industries d'Haïti en tant que membre et en devient un an plus tard vice-président.
Baker était également un membre éminent du Groupe des 184 (G 184), une coalition d'organisations haïtiennes s'opposant au président haïtien Jean-Bertrand Aristide. Les actions du groupe ont contribué au coup d'État orchestré par les États-Unis contre Aristide en 2004.
En août 2005, Baker a annoncé son intention de se présenter pour la présidence d'Haïti lors des élections générales de 2006.
Il met en place sa propre formation politique, Respè, et obtient 8,24 % des voix, s'inclinant face à René Préval. Lors des élections législatives, son parti obtient 3 sièges à la Chambre des députés et 1 au Sénat.
Baker se présente à nouveau comme candidat lors des élections générales de 2010. Des articles de journaux ont allégué que Baker avait tenté d'acheter des votes à l'approche des élections. Il obtient 2,38 % des voix et perd deux sièges de députés et un siège au Sénat.
Candidat de nouveau lors de l'élection présidentielle de 2015, il recueille 1,14 %. Pressenti pour être candidat à la présidentielle de 2016, il renonce à faire campagne et ne déclare ne plus être candidat.
Lors des élections législatives de 2016, son parti perd son unique siège au Sénat mais en obtient deux à la Chambre des députés.